# René Gardien
René Gardien (* 10. Februar 1928 in Chambéry; † 1. Februar 2006 in Thiers) war ein französischer Fußballspieler und -trainer.

## Spielerkarriere

### In seinen Vereinen
René Gardien kam bald nach Kriegsende aus seiner savoyardischen Heimat, wo er in den Jugendmannschaften des SO Chambéry gespielt hatte, zum seinerzeitigen Zweitdivisionär FC Sochaux. Der gerade 18-Jährige stand dort in seiner ersten Saison 1946/47 mit zwei Legenden des französischen Fußballs der Zwischenkriegszeit, Verteidiger Étienne Mattler und Torjäger Roger Courtois, in einem Aufgebot, wuchs aber selbst bald in die Kampfmannschaft der „Werkself von Peugeot“ hinein. Am Ende dieser Spielzeit stieg Sochaux als Meister in die höchste französische Liga auf, wo Gardien sich als „leidenschaftlicher, wendiger und bewegungsfreudiger“ Rechtsaußen, der „seinen Gegenspielern keine Pause gönnte“, schnell einen Namen machte. In den folgenden fünf Jahren schloss die Mannschaft jeweils auf einem Platz im oberen Tabellenmittelfeld ab und wurde personell kontinuierlich verstärkt, so durch Josef Humpál, Jean-Jacques Marcel und Alberto Muro. In der Saison 1952/53 gelang den „jungen Löwen“ – Lionceaux ist der bis ins 21. Jahrhundert gebräuchlichste Spitzname der Spieler des Vereins – sogar überraschend die Vizemeisterschaft hinter Stade Reims; der beidfüßige Flügelstürmer René Gardien hatte dazu mit 17 Punktspieltreffern wesentlich beigetragen, erreichte unter den besten Angreifern der Division 1 den sechsten Rang und wurde im Frühjahr 1953 zum Nationalspieler (siehe unten). Außerdem gewann er mit seiner Mannschaft in dieser Saison die Coupe Charles Drago.
Obwohl sich der FC Sochaux auch danach weiter durch gute Spieler verstärkte – so spielte Gardien ab Mitte der 1950er Jahre unter anderem an der Seite von François Remetter, Ginès Liron, Yngve Brodd, Julien Stopyra und Samuel Edimo –, erreichte der Verein bis 1959 nie wieder eine so gute Ligaplatzierung wie 1953. Gardien zumindest waren 1956/57 noch einmal 17 Saisontreffer gelungen und er beendete diese Saison auf Rang acht unter den besten Torjägern. Zwei Jahre später erreichten die Lionceaux das Endspiel um den französischen Pokal, und angesichts der Tatsache, dass sie darin auf den Zweitdivisionär Le Havre AC trafen, rechnete Sochaux sich gute Chancen aus. Tatsächlich ging die Partie aber in die Verlängerung, in der René Gardien seine Mannschaft zwar mit 2:1 in Führung brachte, der Gegner jedoch noch auszugleichen vermochte. Im daraufhin erforderlichen Wiederholungsspiel dominierte dann der Außenseiter und Sochaux blieb letztlich chancen- und titellos.
Gleich anschließend verließ Gardien den Verein, dem er 13 Jahre lang die Treue gehalten hatte. Er trug ein Jahr lang den Dress des OSC Lille und von 1960 bis 1962 den des RCFC Besançon; beide spielten zu der Zeit in der Division 2, und mit keinem von ihnen kam der Angreifer auch nur in die Nähe eines zum Aufstieg berechtigenden Tabellenplatzes. Mit Besançon gelang ihm immerhin 1962 ein zweites Mal der Gewinn der Coupe Charles Drago, als die Elf im Endspiel gegen den Landespokalsieger von 1959, den Le Havre AC, die Oberhand behielt. René Gardien beendete anschließend seine Spielerkarriere, in der er insgesamt mehr als 340 Begegnungen mit 122 Toren in der ersten und 99 Partien (32 Treffer) in der zweiten Liga bestritten hatte.

#### Stationen
- bis 1946 Stade Olympique Chambéry (als Jugendlicher)
- 1946–1959 FC Sochaux (1946/47 in D2)
- 1959/60 OSC Lille (in D2)
- 1960–1962 Racing Club Franc-Comtois Besançon (in D2)

### In der Nationalmannschaft
Während seiner erfolgreichsten Saison 1952/53 kam René Gardien auch zu internationalen Einsätzen. Der erste davon war im März 1953 der sogenannte Watersnoodwedstrijd, ein Benefizspiel der französischen Nationalelf im Pariser Parc des Princes gegen eine Auswahl niederländischer Auslandsprofis, dessen Einnahmen den Opfern der Flutkatastrophe von 1953 zugutekamen. Anschließend berief ihn das Auswahlkomitee des Verbands FFF unter den Sélectionneurs Gaston Barreau und Paul Nicolas auch für zwei offizielle A-Länderspiele. Bei dem ersten im Mai gegen Wales erzielte der Neuling auf Anhieb zwei Tore beim 6:1-Sieg, so dass er vier Wochen darauf auch gegen Schweden (0:1 im Råsundastadion von Solna) Berücksichtigung erfuhr. Anders als im Verein war er bei allen drei Spielen auf dem linken Flügel aufgestellt worden. Dies blieb allerdings sein letzter Auftritt im blauen Dress, und er gehörte im Jahr darauf nicht einmal mehr zum französischen Aufgebot für die Weltmeisterschaft in der Schweiz.

## Trainerlaufbahn
Kurz nach Beendigung seiner Spielerkarriere ließ René Gardien sich in Thiers nieder; dort trainierte er den örtlichen Amateurligisten SA Thiers. 1969 nahm er ein Angebot des Zweitdivisionärs FC Grenoble an, und nur ein Jahr darauf stand er bei dessen Ligakonkurrenten OSC Lille an der Seitenlinie. Die Nordfranzosen führte er 1971 in die höchste Spielklasse zurück, die daraus 1972 allerdings prompt wieder abstieg. Als es ihm in der folgenden Saison nicht gelang, den sofortigen Wiederaufstieg zu bewerkstelligen, entließ ihn der Verein 1973. Ab 1974 arbeitete er für den EDS Montluçon, mit dem er von 1978 bis 1982 in der zweiten Liga vertreten war und den er 1983, nach neun Jahren, verließ. Sein letztes Engagement führte Gardien nach einer längeren Unterbrechung 1988 zum FC Clermont-Ferrand, mit dem er 1989 gleichfalls aus der Division 2 abstieg, als der Verein Konkurs anmelden musste. Er arbeitete dort dennoch auch unter Amateurbedingungen noch ein weiteres Jahr und setzte sich anschließend in der Region endgültig zur Ruhe.

## Palmarès
- Französischer Vizemeister: 1953
- Finalist im Landespokal: 1959
- Gewinner der Coupe Charles Drago: 1953, 1962
- Französischer Zweitligameister: 1947 (als Spieler), 1971 (als Trainer)
- 2 A-Länderspiele, 2 Treffer